# OR6K2
OR6K2 (англ. Olfactory receptor family 6 subfamily K member 2) – білок, який кодується однойменним геном, розташованим у людей на короткому плечі 1-ї хромосоми.  Довжина поліпептидного ланцюга білка становить 324 амінокислот, а молекулярна маса — 36 513.
| 10         |  | 20         |  | 30         |  | 40         |  | 50         |
| ---------- |  | ---------- |  | ---------- |  | ---------- |  | ---------- |
| MESPNRTTIQ |  | EFIFSAFPYS |  | WVKSVVCFVP |  | LLFIYAFIVV |  | GNLVIITVVQ |
| LNTHLHTPMY |  | TFISALSFLE |  | IWYTTATIPK |  | MLSSLLSERS |  | ISFNGCLLQM |
| YFFHSTGICE |  | VCLLTVMAFD |  | HYLAICSPLH |  | YPSIMTPKLC |  | TQLTLSCCVC |
| GFITPLPEIA |  | WISTLPFCGS |  | NHLEHIFCDF |  | LPVLRLACTD |  | TRAIVMIQVV |
| DVIHAVEIIT |  | AVMLIFMSYD |  | GIVAVILRIH |  | SAGGRRTAFS |  | TCVSHFIVFS |
| LFFGSVTLMY |  | LRFSATYSLF |  | WDIAIALAFA |  | VLSPFFNPII |  | YSLRNKEIKE |
| AIKKHIGQAK |  | IFFSVRPGTS |  | SKIF       |  |            |  |            |

A: Аланін

C: Цистеїн

D: Аспарагінова кислота

E: Глутамінова кислота

F: Фенілаланін

G: Гліцин

H: Гістидин

I: Ізолейцин

K: Лізин

L: Лейцин

M: Метіонін

N: Аспарагін

P: Пролін

Q: Глутамін

R: Аргінін

S: Серин

T: Треонін

V: Валін

W: Триптофан

Кодований геном білок за функціями належить до рецепторів, g-білокспряжених рецепторів, білків внутрішньоклітинного сигналінгу. 
Задіяний у такому біологічному процесі як поліморфізм. 
Локалізований у клітинній мембрані, мембрані.